# Nichirei International Open 1995
Il Nichirei International Championships 1995 è stato un torneo di tennis giocato sul cemento. È stata la 18ª edizione del torneo, che fa parte della categoria Tier II nell'ambito del WTA Tour 1995. Si è giocato a Ariake Coliseum di Tokyo in Giappone dal 18 al 24 settembre 1995.

## Campionesse

### Singolare
Mary Pierce ha battuto in finale  Arantxa Sánchez Vicario con il punteggio di 6–3, 6–3

### Doppio
Lindsay Davenport /  Mary Joe Fernández hanno battuto in finale  Amanda Coetzer /  Linda Wild con il punteggio di 6–3, 6–2